# 우주대모험 1999

우주대모험 1999(영어: Space: 1999)는 영국에서 1975년 ~ 1977년에 방영된 공상과학 텔레비전 연속극이다.
- 각 편은 50분 정도의 분량으로 2기에 걸쳐 총 48편이 제작되었다.

- 그 내용은 1999년 9월 13일에 지구에서 사용한 후 달에 저장한 핵연료가 폭발하여 달이 궤도에서 벗어나게 된다는 설정으로, 외계 우주로 던져닌 달기지(알파)와 300여 명의 거주인들은 각 회마다 서로 다른 외계의 별과 행성, 외계 생물들과 만나게 된다.

- 연속극은 텔레비전 연속극 《선더버드》로 유명한 게리 & 실비아 앤더슨(Gerry and Sylvia Anderson)의 협력으로 제작되었다.

## 한국 방영
- 대한민국에서는 1976년 7월부터 1977년 7월 1년 까지 TBC 동양방송에서 주말 프로그램으로 잠시 마지막 방영 하였다.
- 그리고 1980년 11월 TBC 동양방송에서 방영 중단 받고 인수 하였다.
- 그리고 대한민국에서는 1978년 9월 1년 부터 1979년 2월까지 KBS 한국방송에서 주말 프로그램으로 잠시 마지막 방영 하였다.
- 그리고 3년만에 대한민국에서는 1981년 7월부터 1982년 10월까지 MBC 문화방송에서 주말 프로그램으로 방영 3년만에 첫 이동 하여 방영되고 MBC 문화방송 첫 이동 되고 맡기게 되었다.